# Diospyros trisulca
Diospyros trisulca är en tvåhjärtbladig växtart som beskrevs av Frank White. Diospyros trisulca ingår i släktet Diospyros och familjen Ebenaceae. Inga underarter finns listade i Catalogue of Life.